# Epeolus olympiellus
Epeolus olympiellus är en biart som beskrevs av Cockerell 1904. Epeolus olympiellus ingår i släktet filtbin, och familjen långtungebin. Inga underarter finns listade i Catalogue of Life.